# روبرت إي لونجكر
روبرت إي لونجكر (بالإنجليزية: Robert E. Longacre) لغوي ومبشر أمريكي، (13 أغسطس 1922 - 20 أبريل 2014)، عمل على اللغات الثلاثية ونظرية النص وطريقة تحليل الخطاب.

## سيرة ذاتية
كان أستاذًا متقاعدًا في جامعة تكساس في أرلينغتون، حيث قام بتدريس اللغويات لأكثر من 20 عامًا (1972-1993)، معظمها حول مواضيع تتعلق بنهجه في تحليل الخطاب. في 1994-1995، شغل منصب رئيس الجمعية اللغوية في كندا والولايات المتحدة. وتم تكريمه من قبل LACUS في عام 2007.